# European Border Breakers Award
European Border Breakers Award (EBBA) – europejska nagroda muzyczna, przyznawana co roku dziesięciu artystom lub zespołom, których debiutanckie albumy wydane poza ich własnym krajem odniosły największy sukces.
Laureatami tej nagrody byli m.in. Adele, Tokio Hotel, The Baseballs, Zaz, Lykke Li, Milow, Katie Melua, Damien Rice, Caro Emerald, Stromae i Mumford & Sons oraz polski zespół Hemp Gru.

## Organizacja
Nagroda powstała w 2004 z inicjatywy Komisji Europejskiej, tym samym jest wyróżnieniem przyznawanym przez Unię Europejską. Za wyłanianie laureatów i organizację uroczystości wręczenia nagród odpowiada Noorderslag Foundation, której zadaniem jest międzynarodowe rozpowszechnianie europejskiej muzyki rozrywkowej i promowaniu różnorodności muzycznej sceny Europy. Nagrody współfinansowane są ze środków unijnego programu „Kultura”, którego zadaniem jest promowanie mobilności artystów i osób związanych z działalnością kulturalną na arenie międzynarodowej, ułatwianie obiegu twórczości artystycznej i współpracy w dziedziny kultury w Europie oraz wspieranie dialogu międzykulturowego.

## Partnerzy
- Europejska Unia Nadawców (EBU)[6]

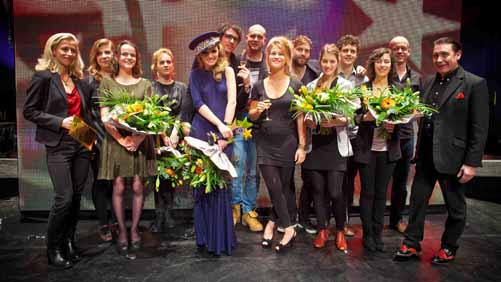
Laureaci nagrody na gali wręczenia European Border Breakers Award w 2012

- Europejski program wymiany talentów (European Talent Exchange Program – ETEP), który ma służyć nawiązywaniu współpracy między organizatorami europejskich festiwali muzyki rozrywkowej i ułatwiać zapraszanie zespołów z innych państw członkowskich[6]. Celem programu ETEP jest również udzielanie mediom informacji na temat obiecujących europejskich artystów[7].

## Wyłanianie laureatów
Artyści lub zespoły nominowani do European Border Breakers Award są wybierani na podstawie poniższych kryteriów:
- wielkość sprzedaży pierwszego albumu, który ukazał się za granicą, w roku poprzednim (dotyczy sprzedaży w Europie poza krajem, w którym album został wydany)
- czas antenowy przyznany danemu artyście przez radiowych nadawców publicznych zrzeszonych w Europejskiej Unii Nadawców
- liczba występów na europejskich festiwalach (ETEP) poza krajem pochodzenia artysty[8].

## Nagroda publiczności
Od 2010 oprócz oficjalnych nagród EBBA przyznawana jest również nagroda publiczności, której laureaci wyłaniani są w internetowym głosowaniu. Pierwszym zwycięzcą głosowania publiczności był belgijski wokalista i autor piosenek Milow. W 2011 otrzymał ją niemiecki zespół rockandrollowy The Baseballs.

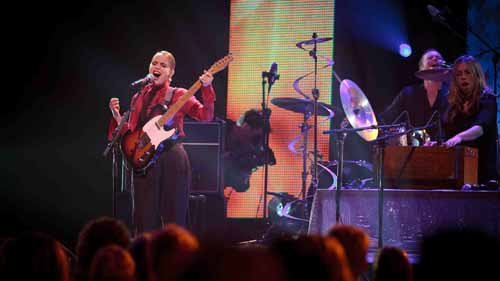
Anna Calvi na ceremonii wręczenia European Border Breakers Award w 2012

## Uroczystość wręczenia nagród
Od 2009 nagrody wręczane są co roku w styczniu, w ramach festiwalu Eurosonic Noorderslag w Groningen. Podczas transmitowanej na żywo uroczystości rolę konferansjera pełni muzyk i dziennikarz BBC Jools Holland. Widowisko uświetniają występy zwycięzców, a w charakterze gości specjalnych do udziału w uroczystości zapraszani są również laureaci z poprzednich lat. Uroczystość nagrywana jest przez holenderskiego nadawcę NOS/NTR i transmitowana przez NET3. Co roku można ją oglądać na wielu kanałach europejskich telewizji.

## Laureaci nagrody EBBA w 2004
| Kraj            | Artysta       | Album                |
| --------------- | ------------- | -------------------- |
| Belgia          | Lasgo         | Some Things          |
| Dania           | Saybia        | The Second You Sleep |
| Francja         | Carla Bruni   | Quelqu’un m’a dit    |
| Hiszpania       | Las Ketchup   | Hijas del Tomate     |
| Irlandia        | The Thrills   | So Much For The City |
| Niemcy          | Masterplan    | Masterplan           |
| Wielka Brytania | The Darkness  | Permission To Land   |
| Włochy          | Mariza        | Fado Em Mim          |
| Włochy          | Tiziano Ferro | Rosso Relativo       |

## Laureaci nagrody EBBA w 2005
| Kraj            | Artysta         | Album                        |
| --------------- | --------------- | ---------------------------- |
| Dania           | The Raveonettes | Chain gang of love           |
| Finlandia       | Redrama         | Every Day Soundtrack         |
| Francja         | Corneille       | Parce que l’on vient de loin |
| Irlandia        | Damien Rice     | O                            |
| Niemcy          | Wir sind Helden | Die Reklamation              |
| Polska          | Myslovitz       | Korova Milky Bar             |
| Szwecja         | Ana Johnsson    | The Way I Am                 |
| Wielka Brytania | Katie Melua     | Call Off the Search          |
| Włochy          | Benny Benassi   | Hypnotica                    |

## Laureaci nagrody EBBA w 2006
| Kraj            | Artysta             | Album                |
| --------------- | ------------------- | -------------------- |
| Belgia          | Sarah Bettens       | Scream               |
| Dania           | Hush                | A Lifetime           |
| Francja         | Amel Bent           | Un jour d’été        |
| Hiszpania       | Bebe                | Pafuera Telanaras    |
| Irlandia        | Hal                 | Hal                  |
| Niemcy          | Juli                | Es ist Juli          |
| Szwecja         | Arash               | Boro Boro            |
| Węgry           | Heaven Street Seven | Get Out And Walk!    |
| Wielka Brytania | KT Tunstall         | Eye to the Telescope |

## Laureaci nagrody EBBA w 2007
| Kraj            | Artysta            | Album                |
| --------------- | ------------------ | -------------------- |
| Belgia          | Gabriel Ríos       | Ghostboy             |
| Francja         | Ilona Mitrecey     | Un monde parfait     |
| Grecja          | Elena Paparizou    | My Number One        |
| Hiszpania       | Beatriz Luengo     | Beatriz Luengo       |
| Irlandia        | Celtic Woman       | Celtic Woman         |
| Niemcy          | Tokio Hotel        | Schrei               |
| Polska          | Blog 27            | <LOL>                |
| Szwecja         | José González      | Veneer               |
| Wielka Brytania | Corinne Bailey Rae | Corinne Bailey Rae   |
| Włochy          | Vittorio Grigolo   | In the Hands of Love |

## Laureaci nagrody EBBA w 2008
| Kraj            | Artysta            | Album                              |
| --------------- | ------------------ | ---------------------------------- |
| Belgia          | Reborn             | Fools Rush In                      |
| Dania           | Dúné               | We are in there, you are out there |
| Finlandia       | Sunrise Avenue     | On the Way to Wonderland           |
| Francja         | Ayọ                | Joyful                             |
| Hiszpania       | Miguel Ángel Muñoz | M.A.M.                             |
| Irlandia        | Dolores O’Riordan  | Are You Listening?                 |
| Niemcy          | Cascada            | Everytime We Touch                 |
| Polska          | Hemp Gru           | Klucz                              |
| Szwecja         | Basshunter         | LOL <(^^,)>                        |
| Wielka Brytania | The Fratellis      | Costello Music                     |

## Laureaci nagrody EBBA w 2009
| Kraj            | Artysta        | Album                                  |
| --------------- | -------------- | -------------------------------------- |
| Dania           | Alphabeat      | Alphabeat                              |
| Dania           | Ida Corr       | One                                    |
| Francja         | AaRON          | Artificial Animals Riding on Neverland |
| Francja         | The Dø         | A Mouthfull                            |
| Holandia        | Kraak & Smaak  | Boogie Angst                           |
| Irlandia        | The Script     | The Script                             |
| Niemcy          | Cinema Bizarre | Final Attraction                       |
| Szwecja         | Lykke Li       | Youth Novels                           |
| Wielka Brytania | Adele          | 19                                     |
| Wielka Brytania | The Ting Tings | We Started Nothing                     |

## Laureaci nagrody EBBA w 2010
| Kraj            | Artysta            | Album               |
| --------------- | ------------------ | ------------------- |
| Austria         | Soap&Skin          | Lovetune for Vacuum |
| Belgia          | Milow              | Milow               |
| Estonia         | Kerli              | Love Is Dead        |
| Francja         | Sliimy             | Paint Your Face     |
| Holandia        | Esmée Denters      | Outta Here          |
| Niemcy          | Peter Fox          | Stadtaffe           |
| Szwecja         | Jenny Wilson       | Hardships           |
| Wielka Brytania | Charlie Winston    | Hobo                |
| Włochy          | Buraka Som Sistema | Black Diamond       |
| Włochy          | Giusy Ferreri      | Gaetana             |

Zdobywca nagrody publiczności: Milow

## Laureaci nagrody EBBA w 2011
| Kraj            | Artysta        | Album                                |
| --------------- | -------------- | ------------------------------------ |
| Austria         | Saint Lu       | Saint Lu                             |
| Belgia          | Stromae        | Cheese                               |
| Dania           | Aura Dione     | Columbine                            |
| Francja         | Zaz            | ZAZ                                  |
| Holandia        | Caro Emerald   | Deleted Scenes From The Cutting Room |
| Niemcy          | The Baseballs  | Strike                               |
| Norwegia        | Donkeyboy      | Caught                               |
| Rumunia         | Inna           | Hot                                  |
| Szwecja         | Miike Snow     | Miike Snow                           |
| Wielka Brytania | Mumford & Sons | Sigh No More                         |

Zdobywca nagrody publiczności: The Baseballs

## Laureaci nagrody EBBA w 2012
| Kraj            | Artysta                | Album                |
| --------------- | ---------------------- | -------------------- |
| Austria         | Elektro Guzzi          | Elektro Guzzi        |
| Belgia          | Selah Sue              | Selah Sue            |
| Dania           | Agnes Obel             | Philharmonics        |
| Francja         | Ben l’Oncle Soul       | Soulman              |
| Holandia        | Afrojack               | Lost and Found       |
| Irlandia        | James Vincent McMorrow | Early in the Morning |
| Niemcy          | Boy                    | Mutual Friends       |
| Rumunia         | Alexandra Stan         | Saxobeats            |
| Szwecja         | Swedish House Mafia    | Until One            |
| Wielka Brytania | Anna Calvi             | Anna Calvi           |

## Laureaci nagrody EBBA w 2013
| Kraj            | Artysta                   | Album                       |
| --------------- | ------------------------- | --------------------------- |
| Dania           | Nabiha                    | More Cracks                 |
| Estonia         | Ewert and The Two Dragons | Good Man Down               |
| Finlandia       | French Films              | Imaginary Future            |
| Francja         | C2C                       | Tetra                       |
| Hiszpania       | Juan Zelada               | High Ceilings & Collarbones |
| Holandia        | Dope D.O.D.               | Branded                     |
| Islandia        | Of Monsters and Men       | My Head Is an Animal        |
| Portugalia      | Amor Electro              | Cai o Carmo e a Trindade    |
| Szwecja         | Niki and the Dove         | Instinct                    |
| Wielka Brytania | Emeli Sandé               | Our Version of Events       |

## Laureaci nagrody EBBA w 2014
| Kraj            | Artysta       | Album                                    |
| --------------- | ------------- | ---------------------------------------- |
| Austria         | GuGabriel     | Anima(L)                                 |
| Dania           | Lukas Graham  | Lukas Graham                             |
| Francja         | Woodkid       | The Golden Age                           |
| Holandia        | Jacco Gardner | Cabinet of Curiosities                   |
| Irlandia        | Kodaline      | In a Perfect World                       |
| Islandia        | Ásgeir        | Dýrð í dauðaþögn                         |
| Niemcy          | Zedd          | Clarity                                  |
| Norwegia        | Envy          | The Magic Soup and the Bittersweet Faces |
| Szwecja         | Icona Pop     | This Is... Icona Pop                     |
| Wielka Brytania | Disclosure    | Settle                                   |

## Laureaci nagrody EBBA w 2015
| Kraj            | Artysta            | Album                    |
| --------------- | ------------------ | ------------------------ |
| Austria         | Klangkarussell     | Netzwerk                 |
| Belgia          | Mélanie De Biasio  | No Deal                  |
| Dania           | MØ                 | No Mythologies to Follow |
| Francja         | Indila             | Mini World               |
| Holandia        | The Common Linnets | The Common Linnets       |
| Irlandia        | Hozier             | Hozier                   |
| Niemcy          | Milky Chance       | Sadnecessary             |
| Norwegia        | Todd Terje         | It's Album Time          |
| Szwecja         | Tove Lo            | Queen of the Clouds      |
| Wielka Brytania | John Newman        | Tribute                  |

## Laureaci nagrody EBBA w 2016
| Kraj            | Artysta                  | Album                                 |
| --------------- | ------------------------ | ------------------------------------- |
| Belgia          | Oscar and the Wolf       | Entity                                |
| Francja         | Christine and the Queens | Chaleur Humaine                       |
| Hiszpania       | Álvaro Soler             | Eterno Agosto                         |
| Holandia        | Kovacs                   |                                       |
| Irlandia        | SOAK                     | Before We Forgot How to Dream         |
| Łotwa           | Carnival Youth           | No Clouds Allowed                     |
| Niemcy          | Robin Schulz             |                                       |
| Norwegia        | Aurora                   | All My Demons Greeting Me as a Friend |
| Szwecja         | Seinabo Sey              | Pretend                               |
| Wielka Brytania | Years & Years            | Communion                             |

## Laureaci nagrody EBBA w 2017
| Kraj            | Artysta            |
| --------------- | ------------------ |
| Albania         | Era Istrefi        |
| Austria         | Filous             |
| Finlandia       | Jaakko Eino Kalevi |
| Francja         | Jain               |
| Hiszpania       | Hinds              |
| Holandia        | Natalie La Rose    |
| Irlandia        | Walking on Cars    |
| Niemcy          | Namika             |
| Norwegia        | Alan Walker        |
| Wielka Brytania | Dua Lipa           |

## Laureaci nagrody EBBA w 2018
| Kraj            | Artysta         |
| --------------- | --------------- |
| Belgia          | Blanche         |
| Bułgaria        | Kristian Kostow |
| Dania           | Off Bloom       |
| Finlandia       | Alma            |
| Francja         | The Blaze       |
| Niemcy          | Alice Merton    |
| Norwegia        | Sigrid          |
| Portugalia      | Salvador Sobral |
| Szwecja         | Skott           |
| Wielka Brytania | Youngr          |